# Cussonia
Cussonia es un género de plantas con flores perteneciente a la familia  Araliaceae, representadas por 20 especies nativas de África principalmente de Sudáfrica y  Madagascar. 

## Descripción
Son plantas hermafroditas, sin espinos, glabras,  arbustos pubscentes terrestres perennes o caducos o árboles, caduciformes. Tallos monocaules a  ramificados. Hojas, a menudo agrupados terminal, pecioladas, las bases usualmente con revestimiento pero no aladas, estipulas alternativas; hojas simples palmadas lobuladas o compuestas, lóbulos o foliolos, coriáceas (a membranaceas), los márgenes enteros a crenados o aserrados, foliolos (cuando compuestos) peciolados o sésiles. Las inflorescencias terminales, erguidas en embelas, simples o compuestas; brácteas prominente diminutas; pedicelos ausente delgado, inarticulada. Cáliz con 5 dientes, ondular. Frutos drupas, a veces densamente agregados, glabra, subglobosas a elipsoides, cilíndricas; endocarpio crustáceos o endurecida.

## Taxonomía
El género fue descrito por Carl Peter Thunberg y publicado en Nova Acta Regiae Societatis Scientiarum Upsaliensis 3: 210. 1780.
Etimología
Cussonia: nombre genérico otorgado en honor del botánico francés Pierre Cusson (1727–1783).

## Especies
| - Cussonia angolensis - Cussonia arborea - Cussonia arenicola - Cussonia bancoensis - Cussonia brieyi - Cussonia corbisieri - Cussonia gamtoosensis - Cussonia holstii - Cussonia jatrophoides - Cussonia natalensis | - Cussonia nicholsonii - Cussonia ostinii - Cussonia paniculata - Cussonia sessilis - Cussonia sphaerocephala - Cussonia spicata - Cussonia thyrsiflora - Cussonia transvaalensis - Cussonia zimmermannii - Cussonia zuluensis |